# 왕게속
왕게속(Paralithodes 파랄리토데스[*])은 왕게과에 딸린 한 속이다. 북태평양에 서식하는 이하 5개 종이 이 속에 속한다.
|  | - 하나사키게(Paralithodes brevipes, H. Milne-Edwards & Lucas, 1841) |
|  | - 캘리포니아왕게(Paralithodes californiensis, Benedict, 1895)       |
|  | - 왕게(Paralithodes camtschaticus, (Tilesius, 1815)                 |
|  | - 청색왕게(Paralithodes platypus, Brandt, 1850)                     |
|  | - 가시투성왕게(Paralithodes rathbuni, Benedict, 1895)               |